# Platystele acutilingua
Platystele acutilingua är en orkidéart som beskrevs av Kapuler och Hascall. Platystele acutilingua ingår i släktet Platystele och familjen orkidéer. Inga underarter finns listade i Catalogue of Life.